# Marie Barbier de l'Assomption
Pour les articles homonymes, voir Barbier.
Marie Barbier, en religion Marie de l'Assomption (1663–19 mai 1739) est une religieuse canadienne, successeur de Marguerite Bourgeoys à la tête de la Congrégation de Notre-Dame de Montréal.

## Biographie
Marie Barbier, cadette de huit enfants, naît à Montréal et est baptisée le 1er mai 1663. Son père est Gilbert Barbier, dit Le Minime, envoyé à 16 ans à Ville-Marie par Le Royer de la Dauversière ; il sera charpentier et occupera diverses fonctions dans l'administration civile et paroissiale. Sa mère est Catherine Delavaux,, auxiliaire de Jeanne Mance ; leur mariage date de 1653.
À 14 ans, Marie Barbier est pensionnaire chez les religieuses de la congrégation de Notre-Dame de Montréal. Première Montréalaise à entrer dans cette congrégation, elle y est reçue novice en 1679, et fait sa profession religieuse en 1684. La jeune sœur est une fervente de l'Enfant Jésus, qui fera pour elle, selon l'abbé Grandelet, plusieurs miracles ; elle lui attribue aussi le mérite d'avoir cessé de brûler ses pains.
Marie de l'Assomption fonde en 1685 une école dans la paroisse Sainte-Famille de l'île d'Orléans. En 1686 elle contribue à fonder l'ouvroir de la Providence à Québec. Elle repart en 1689 pour l'île d'Orléans et y reste deux ans.
Nommée en 1691 assistante de la congrégation, elle en est élue supérieure en 1693,, succédant à la fondatrice Marguerite Bourgeoys. Elle entre en désaccord avec l'évêque de Nouvelle-France, Mgr de Saint-Vallier, qui réécrit la règle des religieuses d'une façon qui limite les rapports de ces enseignantes avec le peuple. Sur l'insistance des religieuses menées par Marie de l'Assomption, et avec le soutien de Louis Tronson, supérieur des sulpiciens à Paris, une nouvelle règle avec des aménagements est établie en 1698.
Atteinte d'un cancer du sein, Marie de l'Assomption descend de Montréal à Québec et est opérée en 1700 par Michel Sarrazin, qui la sauve,. Elle occupe ensuite plusieurs postes administratifs, mais continue d'enseigner et de travailler jusqu'à sa mort à 76 ans en 1739. Marguerite Le Moyne (sœur du Saint-Esprit) lui succède à la tête de la congrégation.